# Введенская церковь (Валдай)
Церковь Введения во храм Пресвятой Богородицы — недействующий руинированный православный храм в городе Валдай Новгородской области. Памятник архитектуры регионального значения.

## Описание
Здание церкви представляет собой бесстолпный одноапсидный храм, двухъярусный, в одной связи с колокольней. Колокольню и церковь соединяет двухэтажный притвор-трапезная. С севера и юга к трапезной пристроены два поздних одноэтажных придела. Возвышающийся над трапезной и алтарём четверик церкви был перекрыт куполом с «люкарнами». Верхняя часть второго яруса церкви утрачена до верха карниза трапезной, свод первого яруса большей частью обрушен. Пятиярусную колокольню венчал высокий шпиль, верхний (пятый) ярус со шпилем утрачены. С севера и юга колокольни размещаются два крыла с помещениями в три яруса. В северном крыле колокольни расположена поздняя трёхмаршевая лестница, в южном крыле первоначальная внутристенная лестница утрачена.

## История
Первоначальная тёплая деревянная церковь на этом месте была воздвигнута в царствование Алексея Михайловича по благословенной грамоте митрополита Новгородского Корнилия 1675 года. В ней регламентировалось, чтобы храм не был шатровым, имел круглый тройной алтарный выступ, иконостас с тремя вратами и образом Всемилостивого Спаса справа от Царских врат, далее храмовую икону Введения во храм Пресвятой Богородицы, а по левую сторону от Царских врат — образ Пресвятой Богородицы и «иные образы, по чину». При освящении церкви иверскому архимандриту Евмению вменялось использование чина, напечатанного в новоисправленных по никоновской реформе требниках. В конце XVII века церковь сгорела, и в 1697 году на её месте была построена новая церковь, которая была освящена в 1700 году настоятелем Иверского монастыря архимандритом Тарасием по следующей благословенной грамоте митрополита Новгородского Иова.
В середине XVIII века в городе Валдай на Торговой площади (ныне площади Свободы) начали строиться каменные храмы. В 1762 году на месте деревянной Введенской церкви на средства прихожан была выстроена каменная. В 1788 году Введенскую церковь надстроили вторым этажом, в котором была устроена церковь во имя Вознесения Господня. Второй этаж с колокольней дважды сильно пострадали в пожарах 6 августа 1854 года и 27 мая 1881 года, при этом нижняя Введенская церковь осталась цела. После пожара 1881 года церковь Вознесения Господня осталась не возобновленной. По состоянию на 1886 год в нижнем этаже, кроме храма Введения, было два придела: с правой стороны — во имя иконы Пресвятой Богородицы Всех скорбящих Радость и с левой — трех святителей: Василия Великого, Григория Богослова и Иоанна Златоуста.
Нотариус Павел Силин в своем краеведческом очерке 1886 года «Исторические заметки о храме живоносного источника божией матери, бывшем в городе Валдае, и историческое описание города Валдая» упоминает хранящиеся в храме две древние иконы: храмовая Введения во храм Пресвятой Богородицы в серебряно-вызолоченной ризе и святого Николая Чудотворца, бывшая храмовой иконой в древней Нерецкой церкви, находившейся на берегу Нерецкого озера в окрестностях Валдая, и перенесенная оттуда по упразднении той церкви в XVIII веке.
В 1932 году Президиум ВЦИК утвердил решение Ленинградского облисполкома от 15 сентября 1931 г. о закрытии Введенской церкви и о передаче её под клуб. В связи с новым назначением здания было решено снять купольное завершение храма, чтобы постройка меньше выдавала своё культовое назначение. В послевоенное время во Введенской церкви размещалась пожарная часть, а также жилые помещения для семей пожарных на втором этаже; после выезда пожарной части[когда?] здание пустовало.

## Современность
С 1997 года церковь является памятником истории и культуры местного значения. В 2022-м году администрацией области были запланированы противоаварийные работы, на которые выделен бюджет в 10 млн рублей. Компания «Вертикаль» с июля и до конца 2023 года выполнила следующие ремонтно-реставрационные работы: усиление фундамента, обработка деревянных конструкций антисептирующим составом для последующей установки строительных лесов, восстановление утраченных элементов стен здания, подведение коммунальных сетей. В феврале 2024 года закончено инъецирование фундаментов, рабочие приступили к ремонту кладки с использованием старого кирпича от разборки; при обследовании объекта выявлены уникальные фрески на сводах, найденные изображения восстановят. Завершение реставрационных работ намечено на 2026 год.